# Lista najwyższych budynków w Tokio

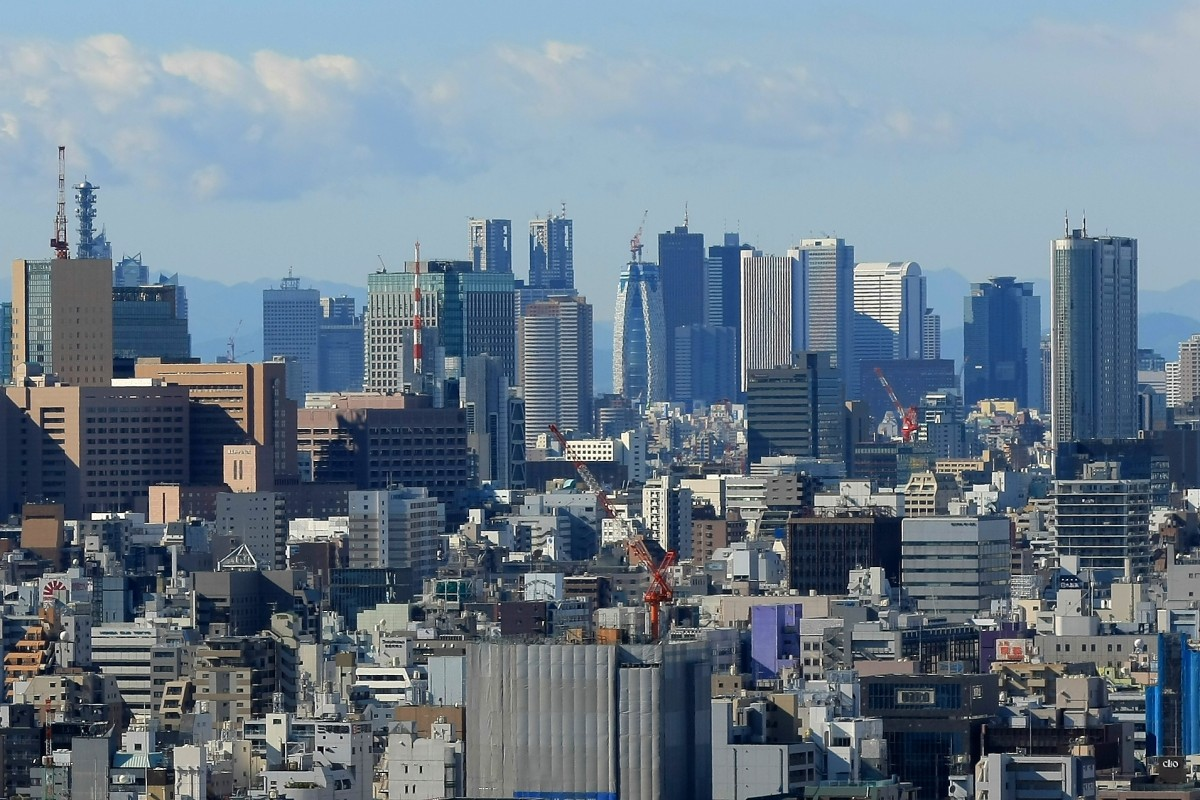
Panorama Shinjuku

Tokio jest największym miastem w Japonii i jednym z największych na świecie. Jako centrum gospodarcze jednego z najwyżej rozwiniętych państw świata, posiada bardzo dużo wysokich budynków i znajduje się w światowej czołówce pod tym względem. Na chwilę obecną znajduje się tutaj 125 budynków przekraczających 150 metrów wysokości. 23 budynki liczą sobie przynajmniej 200 metrów wysokości. Aktualnie najwyższy jest Mid Town Tower (248,1 metrów), wybudowany w 2007. Natomiast najwyższą konstrukcją w ogóle (i drugą na świecie), jest obecnie Tokyo Skytree, która przewyższyła najwyższą do tej pory Tokyo Tower w 2010.
Do roku 1963 w Japonii prawnie zabronione było budowanie budynków wyższych niż 31 metrów. Uwarunkowane to było niebezpieczeństwem wynikającym z częstych trzęsień ziemi. Po zniesieniu tych regulacji wybudowany został pierwszy nowoczesny biurowiec – Kasumigaseki Building, który był w stanie oprzeć się drganiom skorupy ziemskiej. Jego budowa zakończyła się w 1968. Jest wysoki na 156 metrów i posiada 36 pięter. Jedynie przez dwa lata utrzymał pozycję najwyższego budynku w Tokio. Już w 1970 został przewyższony przez Tokyo World Trade Center Building. Od chwili ukończenia Kasumigaseki Building, poprzez lata 70. i 80. powoli powstawały coraz to wyższe wieżowce. Szczególnie dużo zostało ich wybudowanych w latach 70.
Na początku lat 90. (w 1991) powstał Tokyo Metropolitian Government Building 1, najwyższy budynek w Tokio aż do 2007. Przez całe lata 90. wybudowano 4 wieżowce wznoszące się ponad 200 metrów. Po roku 2000 (zwłaszcza w ostatnich latach) boom na wysokie budynki nasilił się. W latach 2000–2010 wzniesiono aż 78 budynków ponad 150-metrowych. Kolejnych 10 zostanie ukończonych w najbliższych latach.
Najwięcej budynków znajduje się w centralnych dzielnicach miasta: Minato, Chūō, Shibuya, Chiyoda czy Shinjuku.

## 12 najwyższych
| Rank. | Nazwa                                     | Wysokość (m) / (ft) | Liczba pięter | Rok budowy | Okręg    | Zdjęcie |
| ----- | ----------------------------------------- | ------------------- | ------------- | ---------- | -------- | ------- |
| 1.    | Toranomon Hills                           | 255,5 / 838         | 52            | 2014       | Minato   |         |
| 2.    | Tokyo Midtown                             | 248,1 / 814         | 54            | 2007       | Minato   |         |
| 3.    | Tokyo Metropolitian Government Building 1 | 243,4 / 797         | 48            | 1991       | Shinjuku |         |
| 4.    | NTT DoCoMo Yoyogi Building                | 239,9 / 787         | 27            | 2000       | Shibuya  |         |
| 5.    | Sunshine 60 Building                      | 239,7 / 786         | 60            | 1978       | Toshima  |         |
| 6.    | Roppongi Hills Mori Tower                 | 238,1 / 781         | 54            | 2007       | Minato   |         |
| 7.    | Shinjuku Park Tower                       | 235,0 / 771         | 55            | 1994       | Shinjuku |         |
| 8.    | Tokyo Opera City Tower                    | 234,4 / 769         | 54            | 1996       | Shinjuku |         |
| 9.    | Sumitomo Roppongi Grand Tower             | 230 / 755           | 40            | 2016       | Minato   |         |
| 10.   | Shinjuku Mitsui Building                  | 224,9 / 738         | 55            | 1974       | Shinjuku |         |
| 11.   | Shinjuku Center Building                  | 223,0 / 732         | 54            | 1979       | Shinjuku |         |
| 12.   | Saint Luke's Tower                        | 220,6 / 724         | 47            | 1994       | Chūō     |         |

### Pozostałe wieżowce powyżej 150 metrów

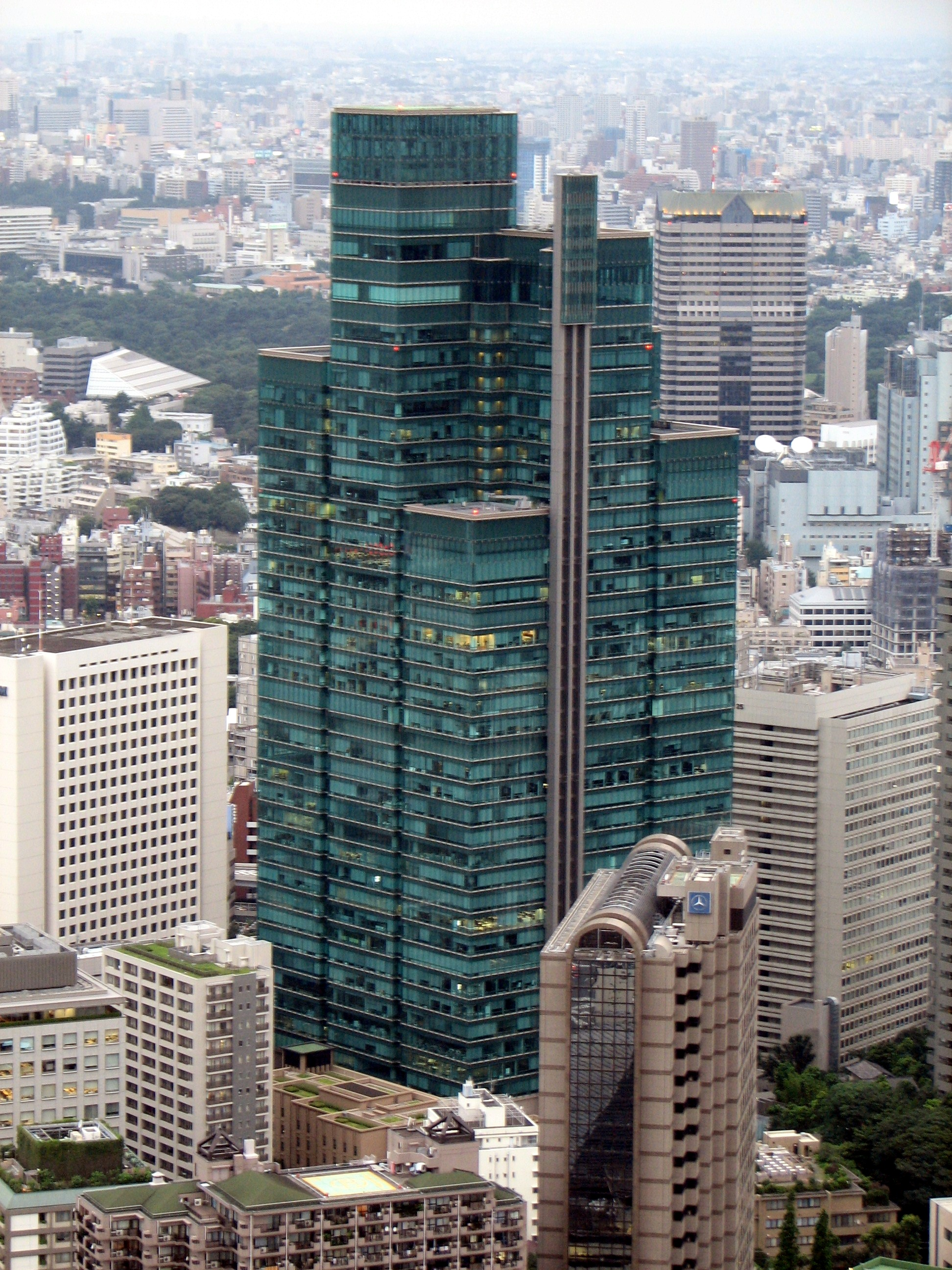
Izumi Garden Tower

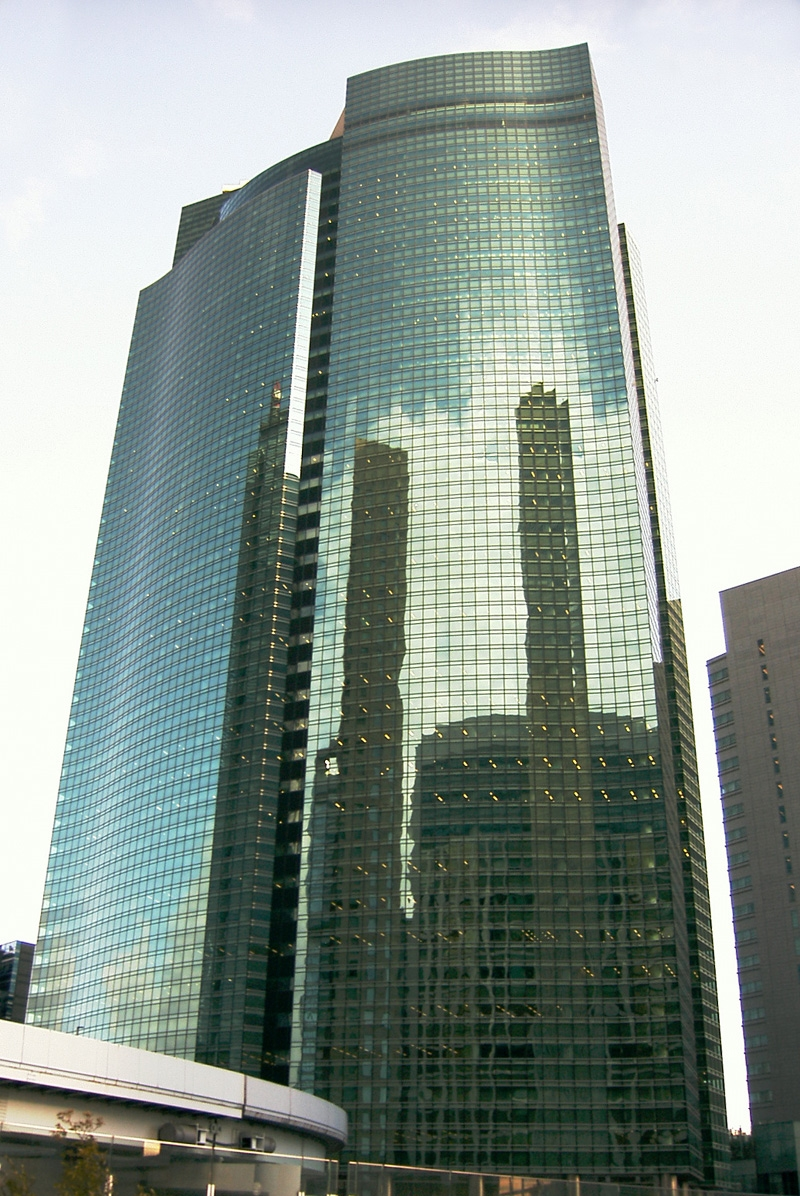
Shiodome City Center

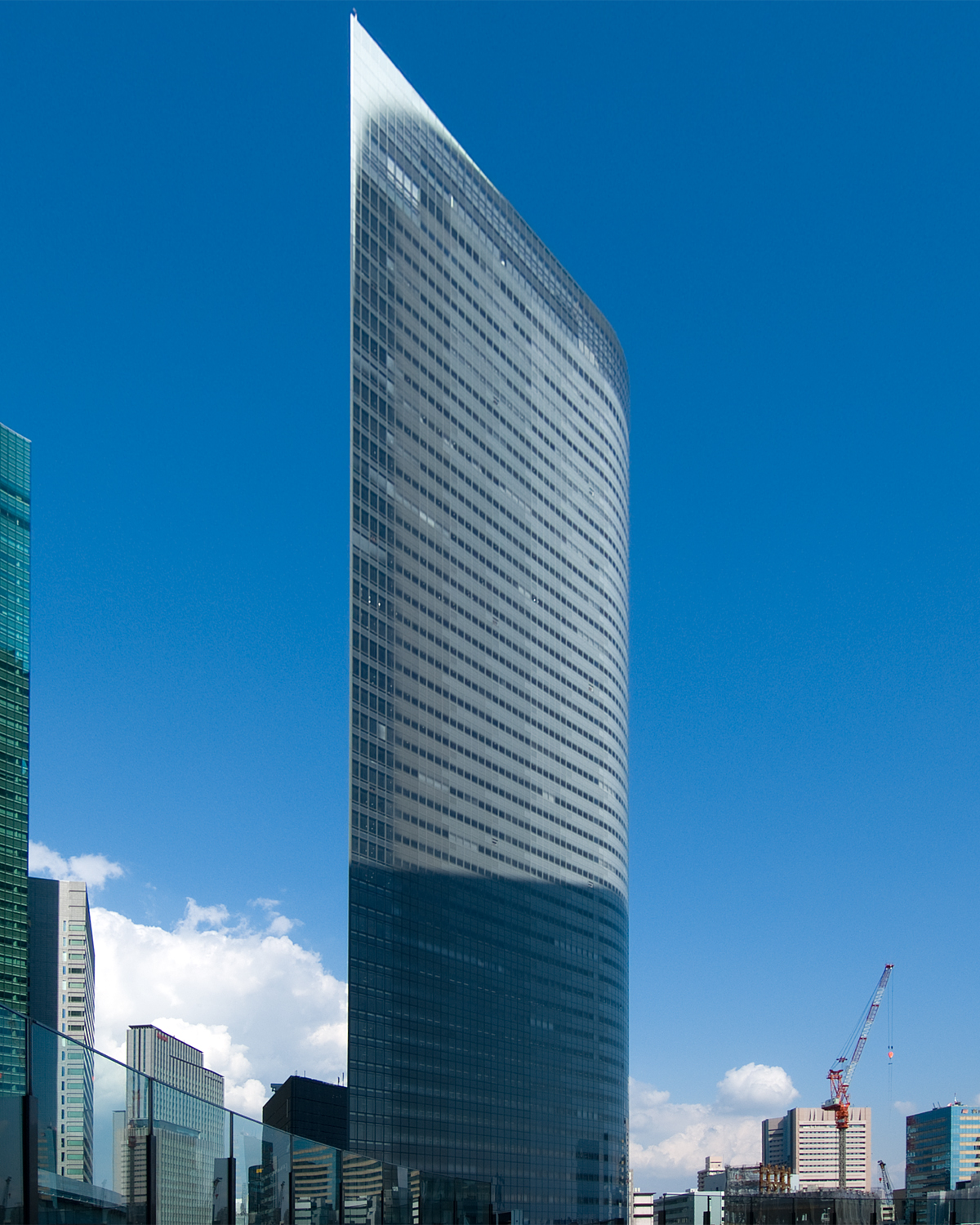
Dentsu Headquarters Building

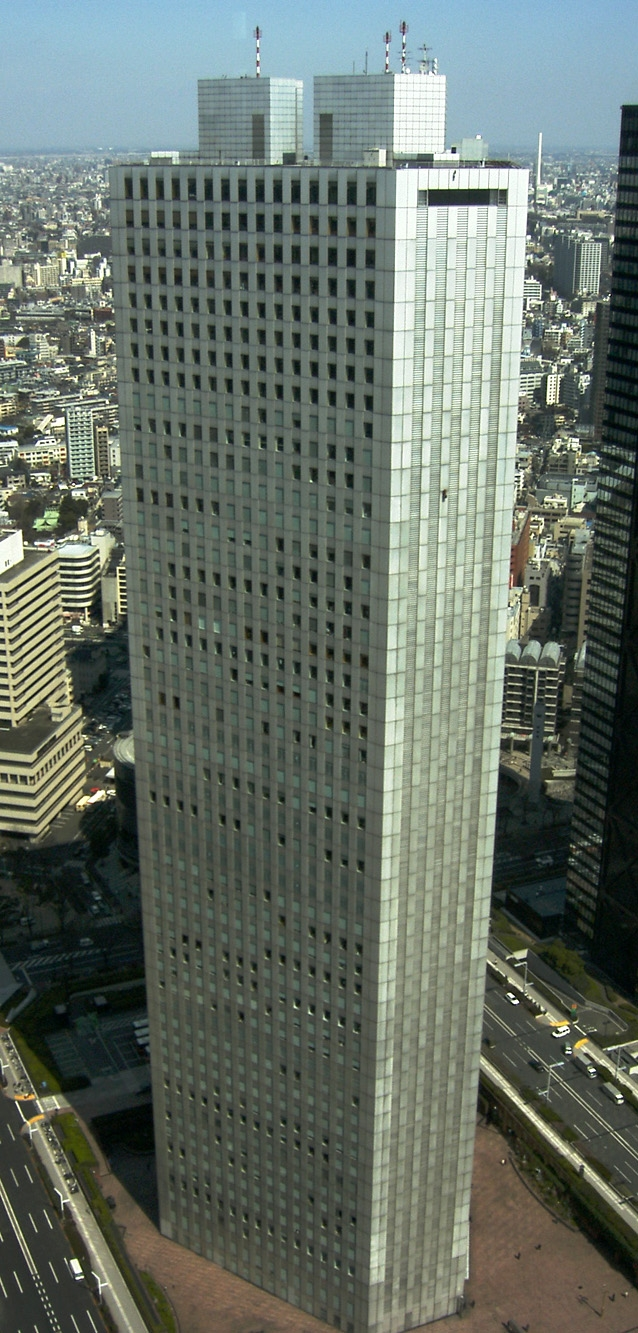
Shinjuku Sumitomo Building

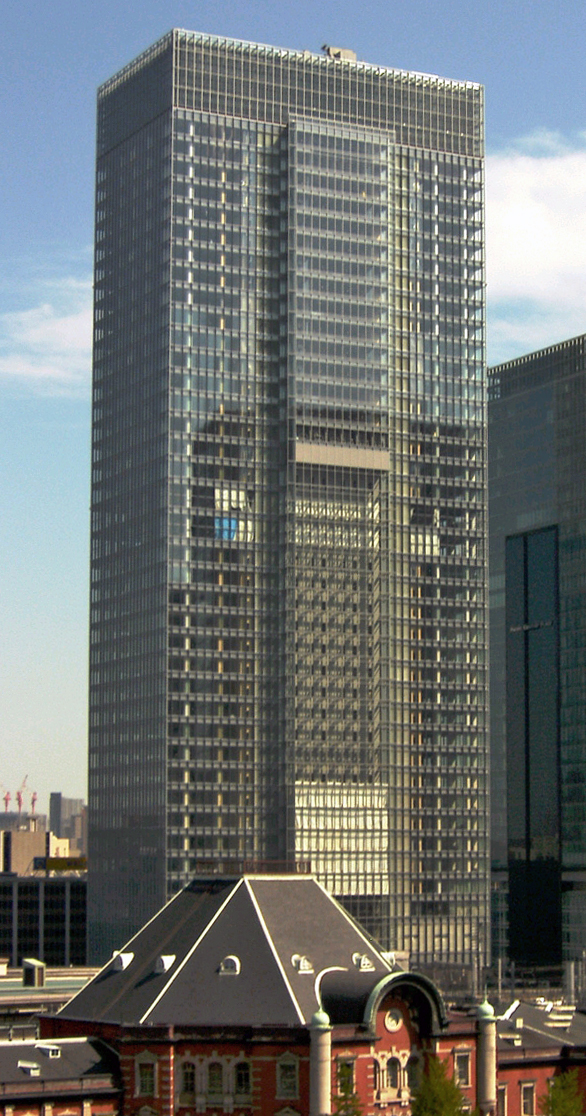
GranTokyo South Tower

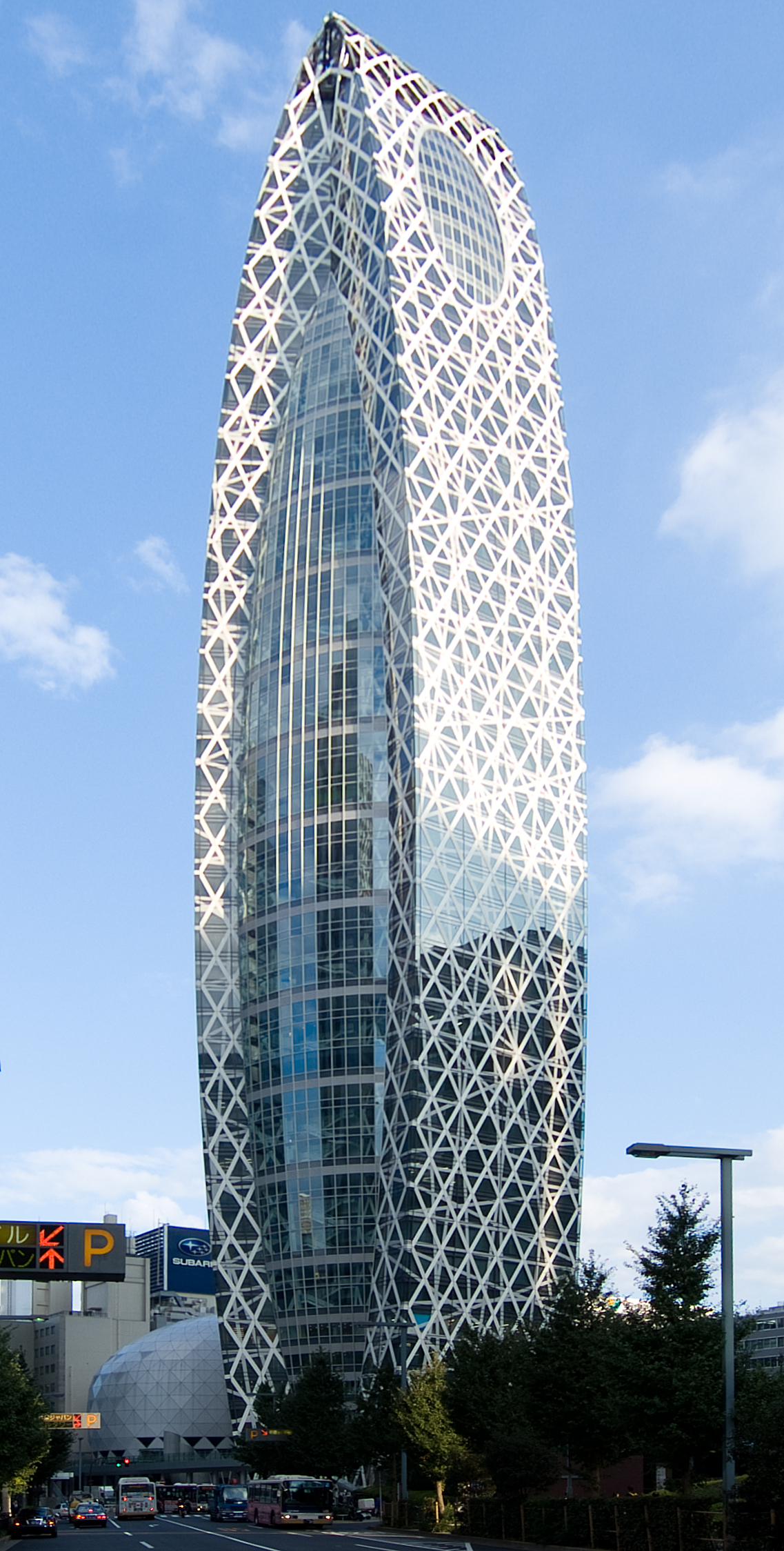
Tokyo Mode Gakuen Coccoon Tower

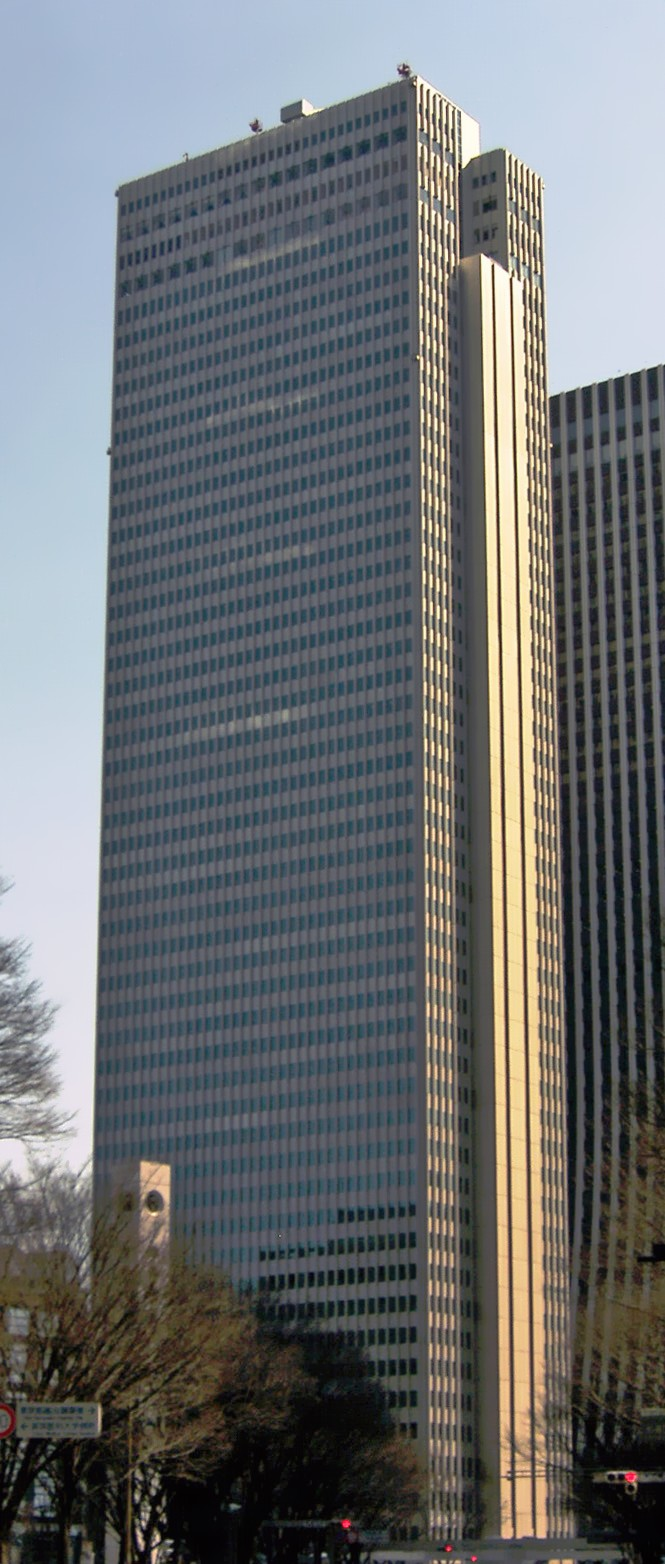
Shinjuku Nomura Building

| Rank.      | Nazwa                                              | Wysokość (m) / (ft) | Piętra | Rok  | Okręg    |
| ---------- | -------------------------------------------------- | ------------------- | ------ | ---- | -------- |
| 13.        | Shiodome City Center                               | 215,8 / 708         | 43     | 2003 | Minato   |
| 14.        | Dentsu Headquarters Building                       | 213,3 / 700         | 48     | 2002 | Minato   |
| 15.        | Shinjuku Sumitomo Building                         | 210,3 / 690         | 52     | 1974 | Shinjuku |
| 16 – 16    | GranTokyo North Tower                              | 204,9 / 672         | 43     | 2007 | Chiyoda  |
| 16 – 17    | GranTokyo South Tower                              | 204,9 / 672         | 42     | 2007 | Chiyoda  |
| 18.        | Mode Gakuen Cocoon Tower                           | 203,7 / 668         | 50     | 2009 | Shinjuku |
| 19.        | Shinjuku Nomura Building                           | 203,3 / 667         | 50     | 1978 | Shinjuku |
| 20.        | Izumi Garden Tower                                 | 200,9/ 659          | 45     | 2002 | Minato   |
| 21.        | Shin-Marunouchi Building                           | 197,6 / 648         | 38     | 2007 | Chiyoda  |
| 22.        | Nishi-Shinjuku 8-chome Naruko Area Redevelopment   | 196,4 / 644         | 40     | 2011 | Shinjuku |
| 23.        | Harumi Island Triton Square Tower X                | 194,9 / 639         | 44     | 2001 | Chūō     |
| 24.        | Sanno Park Tower                                   | 194,5 / 638         | 44     | 2000 | Chiyoda  |
| 25.        | Nihonbashi Mitsui Tower                            | 193,6 / 635         | 39     | 2005 | Chūō     |
| 26.        | Sompo Japan Headquarters                           | 193,0 / 633         | 43     | 1976 | Shinjuku |
| 27.        | NTV Headquarters                                   | 192,8 / 633         | 32     | 2003 | Minato   |
| 28-        | Sea Tower                                          | 192,3 / 631         | 58     | 2008 | Chūō     |
| 28-        | Mid Tower                                          | 192,3 / 631         | 58     | 2008 | Chūō     |
| 30         | Kachidoki View Tower                               | 192,2 / 630         | 55     | 2010 | Chūō     |
| 31.        | Acty Shiodome                                      | 190,3 / 624         | 56     | 2004 | Minato   |
| 32 – 32    | Shinjuku I-Land Tower                              | 189,4 / 621         | 44     | 1995 | Shinjuku |
| 32 – 33    | Owl Tower                                          | 189,2 / 621         | 52     | 2011 | Toshima  |
| 34.        | Atago Green Hills Mori Tower                       | 188,0 / 617         | 42     | 2001 | Minato   |
| 35.        | Cerulean Tower                                     | 184,0 / 604         | 41     | 2001 | Shibuya  |
| 36.        | Sumitomo Fudosan Shinjuku Oak Tower                | 183,8 / 603         | 38     | 2002 | Shinjuku |
| 37 – 37    | Century Park Tower                                 | 180,1 / 591         | 54     | 1999 | Chūō     |
| 37 – 38    | JA Building                                        | 180,0 / 591         | 37     | 2009 | Chiyoda  |
| 38 – 39    | NEC Supertower                                     | 180,0 / 591         | 44     | 1990 | Minato   |
| 40.        | Park City Toyosu Building A                        | 179,9 / 590         | 52     | 2008 | Kōtō     |
| 41.        | Keio Plaza Hotel                                   | 179,6 / 589         | 47     | 1971 | Shinjuku |
| 42 – 42.   | Akasaka Biz Tower                                  | 179,3 / 588         | 39     | 2008 | Minato   |
| 42 – 43.   | Sumitomo Fudosan Mita Twin Building West           | 179,3 / 588         | 43     | 2006 | Minato   |
| 43.        | Marunouchi Building                                | 179,0 / 587         | 37     | 2002 | Chiyoda  |
| 44.        | W-Comfort Towers East Tower                        | 178,5 / 586         | 54     | 2004 | Kōtō     |
| 45.        | Marunouchi Trust Tower Main Building               | 178,0 / 584         | 37     | 2008 | Chiyoda  |
| 46.        | Kasumigaseki Common Gate West Building             | 175,8 / 577         | 38     | 2007 | Chiyoda  |
| 47.        | Harumi Island Triton Square Tower Y                | 174,9 / 574         | 39     | 2000 | Chūō     |
| 48.        | Tokyo Shiodome Building                            | 173,2 / 568         | 37     | 2005 | Minato   |
| 49.        | Shiodome Media Tower                               | 172,6 / 566         | 34     | 2003 | Minato   |
| 50.        | Park Axis Aoyama 1-chome Tower                     | 172,4 / 566         | 46     | 2007 | Minato   |
| 51.        | Royal Park Shiodome Tower                          | 172,0 / 564         | 38     | 2003 | Minato   |
| 52.        | City Towers Toyosu The Twin North Tower            | 171,2 / 562         | 50     | 2009 | Kōtō     |
| 53.        | Marunouchi Park Building                           | 170,1 / 558         | 35     | 2009 | Chiyoda  |
| 54.        | Shibaura Island Air Tower                          | 169,9 / 557         | 48     | 2007 | Minato   |
| 55.        | JT Building                                        | 169,7 / 557         | 35     | 1995 | Minato   |
| 56.        | Bay City Harumi Sky Link Tower                     | 169,0 / 554         | 49     | 2009 | Chūō     |
| 57.        | Shibaura Island Grove Tower                        | 168,8 / 554         | 49     | 2007 | Minato   |
| 58.        | Central Park Tower La Tour Shinjuku                | 167,8 / 551         | 46     | 2010 | Shinjuku |
| 59.        | Shibaura Island Bloom Tower                        | 167,4 / 549         | 48     | 2008 | Minato   |
| 60.        | Capital Mark Tower                                 | 167,3 / 549         | 47     | 2007 | Minato   |
| 61.        | Sapia Tower                                        | 167,2 / 549         | 35     | 2007 | Chiyoda  |
| 62.        | Yebisu Garden Place Tower                          | 167,0 / 548         | 40     | 1994 | Shibuya  |
| 63.        | City Towers Toyosu The Twin South Tower            | 166,9 / 548         | 48     | 2009 | Kōtō     |
| 64.        | Kita-Shinjuku Area Redevelopment Plan Office Tower | 166,5 / 546         | 35     | 2011 | Shinjuku |
| 65.        | Toshiba Building                                   | 165,9 / 544         | 40     | 1984 | Minato   |
| 66 – 66.   | Naka-Meguro Atlas Tower                            | 165,0 / 541         | 45     | 2009 | Meguro   |
| 66 – 67.   | Tokyo Twin Parks Left Wing                         | 165,0 / 541         | 47     | 2002 | Minato   |
| 66 – 68.   | Tokyo Twin Parks Right Wing                        | 165,0 / 541         | 47     | 2002 | Minato   |
| 66 – 69.   | Triton View Tower                                  | 165,0 / 541         | 50     | 1998 | Chūō     |
| 66 – 70.   | Toyosu Center Building                             | 165,0 / 541         | 37     | 1992 | Kōtō     |
| 71.        | KDDI Building                                      | 164,7 / 540         | 32     | 1974 | Shinjuku |
| 72.        | Tokyo Building                                     | 164,1 / 538         | 33     | 2005 | Chiyoda  |
| 73.        | Metropolitan Government Building Tower 2           | 163,3 / 536         | 34     | 1991 | Shinjuku |
| 74.        | Tokyo World Trade Center Building                  | 162,6 / 533         | 40     | 1970 | Minato   |
| 75.        | Akasaka Tower Residence                            | 162,0 / 532         | 45     | 2008 | Minato   |
| 76.        | Shinjuku Maynds Tower                              | 161,1 / 529         | 34     | 1995 | Shibuya  |
| 77.        | Shibaura Island Cape Tower                         | 161,0 / 528         | 48     | 2006 | Minato   |
| 78.        | Nippon Seimei Marunouchi Building                  | 160,0 / 525         | 28     | 2004 | Chiyoda  |
| 79.        | Concieria Nishi-Shinjuku Tower's West              | 159,8 / 524         | 44     | 2008 | Shinjuku |
| 80.        | Tornare Nihonbashi-Hamacho                         | 159,7 / 524         | 47     | 2005 | Chūō     |
| 81 – 81.   | Roppongi Hills Residences B                        | 159,0 / 522         | 43     | 2003 | Minato   |
| 81 – 82    | Roppongi Hills Residences C                        | 159,0 / 522         | 43     | 2003 | Minato   |
| 83.        | Brillia Tower Tokyo                                | 158,9 / 521         | 45     | 2006 | Sumida   |
| 84.        | Prudential Tower                                   | 158,4 / 520         | 38     | 2002 | Chiyoda  |
| 85.        | Moto-Akasaka K Project                             | 158,0 / 518         | 30     | 2011 | Minato   |
| 86.        | Park Court Akasaka The Tower                       | 157,3 / 516         | 43     | 2009 | Minato   |
| 87.        | Atago Green Hills Forest Tower                     | 157,0 / 515         | 42     | 2001 | Minato   |
| 88.        | Kasumigaseki Common Gate East Building             | 156,7 / 514         | 33     | 2007 | Chiyoda  |
| 89.        | Kasumigaseki Building                              | 156,0 / 512         | 36     | 1968 | Chiyoda  |
| 90.        | Plaza Tower Kachidoki                              | 155,2 / 509         | 43     | 2004 | Chūō     |
| 91.        | Harumi Island Triton Square Tower Z                | 155,1 / 509         | 35     | 2000 | Chūō     |
| 92 – 92.   | The Toyosu Tower                                   | 155,0 / 509         | 43     | 2008 | Kōtō     |
| 92 – 93.   | Tokyo Dome Hotel                                   | 155,0 / 509         | 43     | 2000 | Bunkyo   |
| 94.        | Takanawa The Residence                             | 153,9 / 505         | 47     | 2005 | Minato   |
| 95.        | Toranomon Towers Residence                         | 153,5 / 504         | 41     | 2006 | Minato   |
| 96.        | W-Comfort Towers West Tower                        | 153,4 / 503         | 45     | 2005 | Kōtō     |
| 97.        | Ark Mori Building                                  | 153,3 / 503         | 37     | 1986 | Minato   |
| 98 – 98.   | Toyosu 3-Chome Area 8-4 Plan                       | 153,0 / 502         | 45     | 2010 | Kōtō     |
| 98 – 99.   | Station Garden Tower                               | 153,0 / 502         | 40     | 2008 | Arakawa  |
| 100.       | Park Tower Gran Sky                                | 152,9 / 502         | 44     | 2010 | Shingawa |
| 101.       | Garden Air Tower                                   | 152,6 / 501         | 35     | 2003 | Chiyoda  |
| 102.       | Shinagawa East One Tower                           | 151,6 / 597         | 32     | 2003 | Minato   |
| 103.       | Shiba-Koen First Building                          | 151,2 / 496         | 35     | 2000 | Minato   |
| 104.       | Futako-Tamagawa Rise Tower & Residence Tower East  | 151,1 / 496         | 42     | 2010 | Setagaya |
| 105.       | Odakyu Southern Tower                              | 150,8 / 495         | 35     | 1998 | Shibuya  |
| 106.       | Air Rise Tower                                     | 150,5 / 494         | 42     | 2007 | Toshima  |
| 107.       | JR East Japan Building                             | 150,2 / 493         | 28     | 1997 | Shibuya  |
| 108 – 108. | Nihon Keizai Shimbun Tokyo Headquarters Building   | 150,0 / 492         | 31     | 2009 | Chiyoda  |
| 108 – 109. | Taiyo Seimei Shinagawa Building                    | 150,0 / 492         | 30     | 2003 | Minato   |
| 108 – 110. | Granpark Tower                                     | 150,0 / 492         | 34     | 1996 | Minato   |

### Inne konstrukcje powyżej 150 metrów

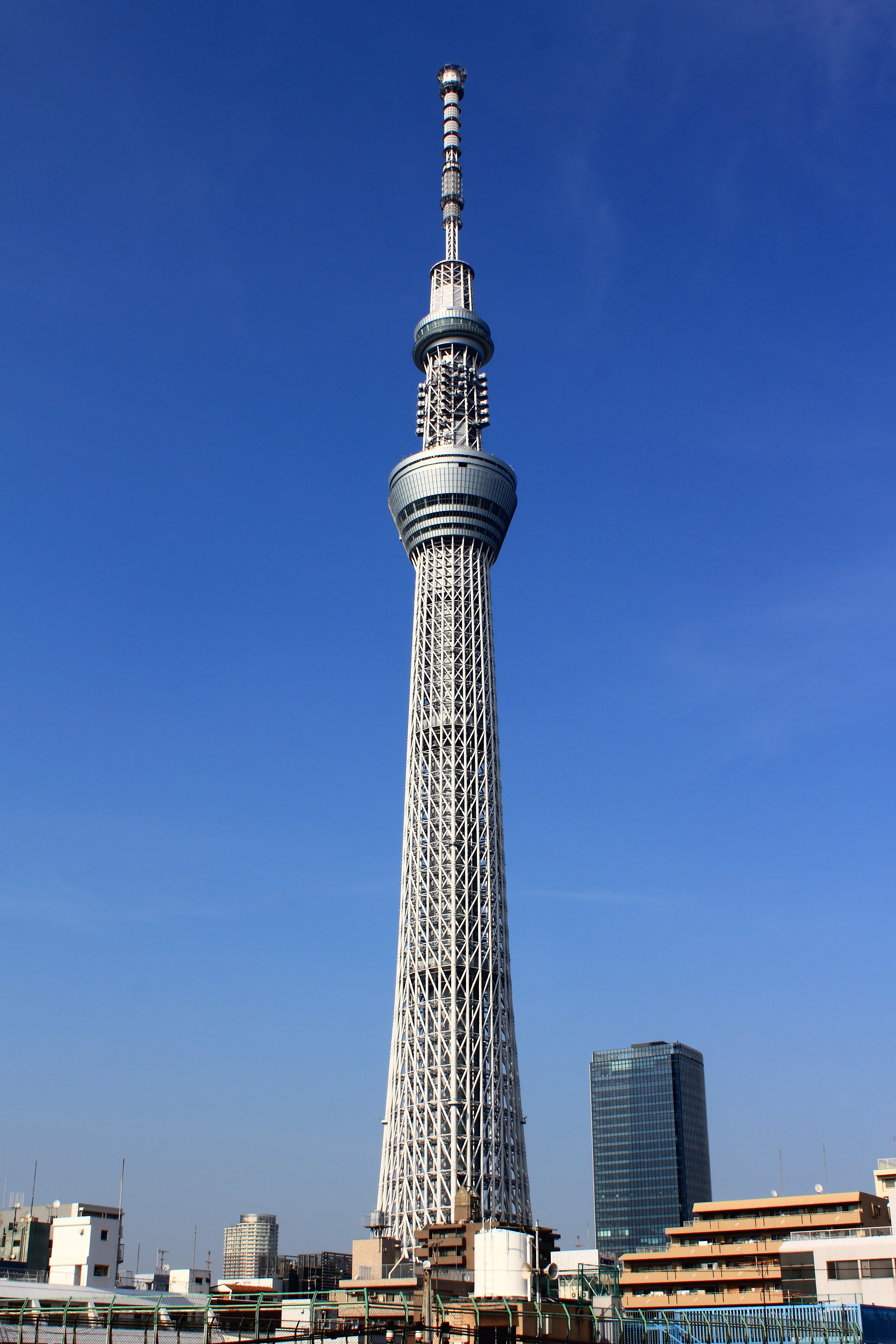
Tokyo Skytree

| Rank. | Nazwa                                            | Wysokość (m) / (ft) | Piętra | Rok  | Okręg             | Rodzaj konstrukcji                     |
| ----- | ------------------------------------------------ | ------------------- | ------ | ---- | ----------------- | -------------------------------------- |
| 1.    | Tokyo Skytree                                    | 634,0 / 2723        | 13     | 2011 | Sumida            | wieża telekomunikacyjna i obserwacyjna |
| 2.    | Tokyo Tower                                      | 332,6 / 1091        | 6      | 1958 | Minato            | wieża obserwacyjna                     |
| 3.    | Marcus Island LORAN-C transmitter (trzeci maszt) | 213,0 / 699         | –      | 2000 | Minami Tori-shima | maszt nadawczy                         |
| 4.    | Toshima Incineration Plant                       | 210 /               | 11     | 1999 | Toshima           | komin                                  |

## Budynki w budowie
Aktualnie budowane wieżowce i inne konstrukcje o wysokości większej niż 150 metrów (492 stóp).
| Rank. | Nazwa                                    | Wysokość (m) / (ft) | Piętra | Rok  | Okręg   |
| ----- | ---------------------------------------- | ------------------- | ------ | ---- | ------- |
| 1.    | Toranomon-Roppongi Area Redevelopment    | 206,7 / 678         | 47     | 2012 | Minato  |
| 2.    | JP Tower                                 | 200,0 / 656         | 38     | 2011 | Chiyoda |
| 3.    | Otemachi 1-6 Plan                        | 199,7 / 655         | 38     | 2014 | Chiyoda |
| 4.    | Shibuya 2-chome 21 Area Development Plan | 182,5 / 599         | 33     | 2012 | Shibuya |
| 5-5.  | Harumi 3-chome West Area A-2 Building    | 177,3 / 582         | 51     | 2012 | Chūō    |
| 5-6.  | Harumi 3-chome West Area A-3 Building    | 177,3 / 582         | 51     | 2012 | Chūō    |
| 7.    | Otemachi 1-chome Second Area Building B  | 177,0 / 581         | 35     | 2012 |         |
| 8.    | Kachidoki 1-chome Area Project           | 159,8 / 524         | 45     | 2010 | Chūō    |
| 9.    | Otemachi 1-chome Second Area Building A  | 154,0 / 505         | 31     | 2012 |         |

## Nieistniejące już budynki i konstrukcje
Jedynymi konstrukcjami mającymi ponad 150 metrów i już nieistniejącymi były dwa maszty nadawcze na wyspie Minami Tori-shima. Pierwszy z nich został wybudowany w 1964 roku i sięgał ponad 400 metrów. Został rozebrany (w 1985 roku) i zastąpiony niższą konstrukcją. Drugi maszt (ponad 200 metrów) również został rozebrany (w 2000 roku) i zastąpiony z kolei niewiele niższym masztem, który znajduje się tam dotychczas.
| Rank. | Nazwa                                              | Wysokość (m) / (ft) | Rok budowy | Rok zniszczenia | Okręg             |
| ----- | -------------------------------------------------- | ------------------- | ---------- | --------------- | ----------------- |
| 1.    | Marcus Island LORAN-C transmitter (pierwszy maszt) | 411,5 / 1350        | 1964       | 1985            | Minami Tori-shima |
| 2.    | Marcus Island LORAN-C transmitter (drugi maszt)    | 213,4 / 700         | 1986       | 2000            | Minami Tori-shima |

## Historycznie najwyższe budynki

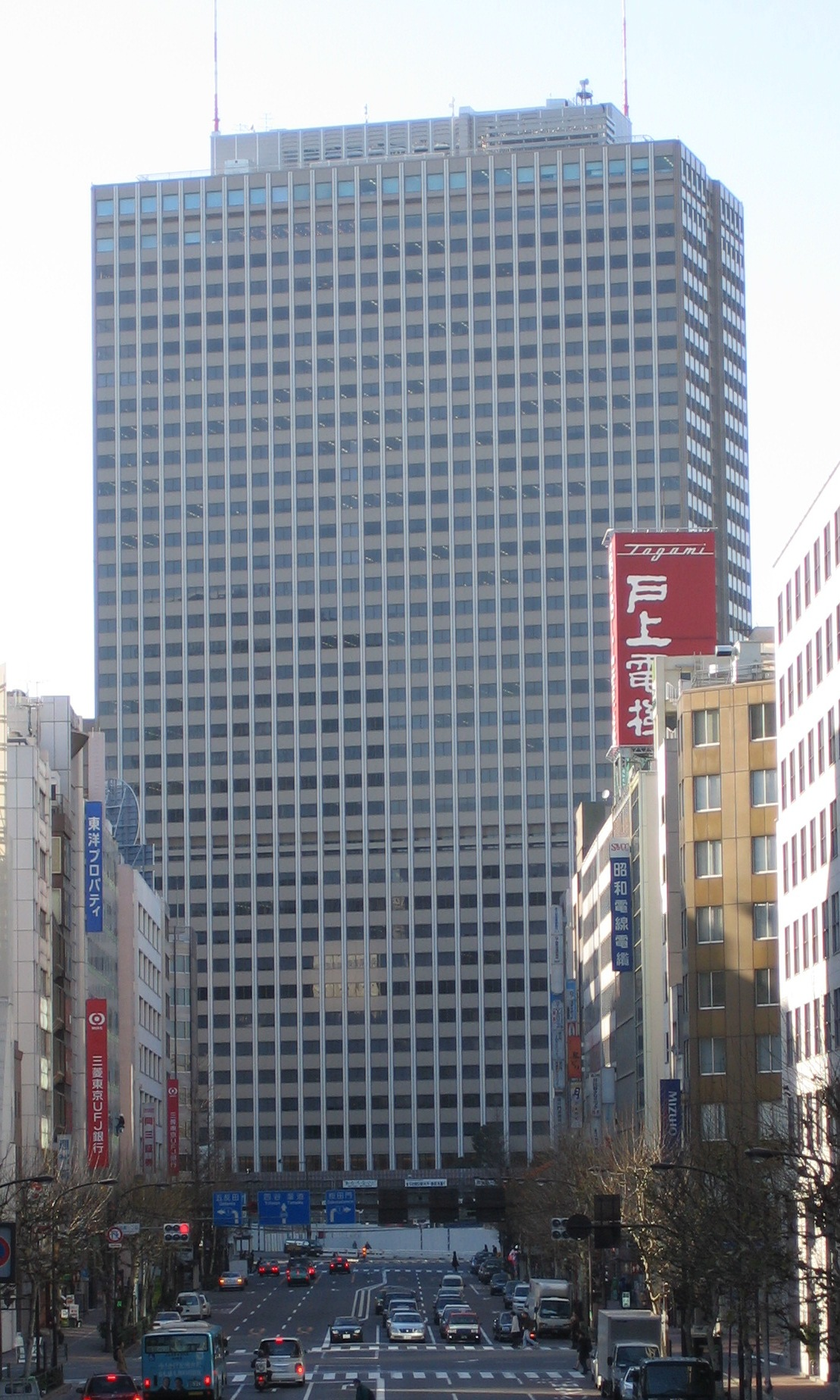
Kasumigaseki Building –pierwszy wieżowiec w Tokio.

Poniższa list zawiera jedynie budynki (bez masztów nadawczych, wież telekomunikacyjnych, kominów, itp.) Gdyby umieścić na niej wszystkie konstrukcje to od 1958 roku do 2010 najwyższą konstrukcją byłoby Tokyo Tower, a od 2010 – Tokyo Skytree.
Uwaga! Lista nie zawiera określonego najwyższego budynku dla lat 1923 – 1936 z powodu braku danych.
| Nazwa                                     | Wysokość (m) / (ft) | Piętra | Lata         | Okręg    |
| ----------------------------------------- | ------------------- | ------ | ------------ | -------- |
| Ryōunkaku                                 | 69,0 / 225          | 12     | 1890 – 1923  | Taitō    |
| National Diet Building                    | 65,5 / 215          | 4      | 1936 – 1964  | Chiyoda  |
| Hotel New Otani                           | 72,1 / 237          | 17     | 1964 – 1968  | Chiyoda  |
| Kasumigaseki Building                     | 156,0 / 512         | 36     | 1968 – 1970  | Chiyoda  |
| Tokyo World Trade Center Building         | 162,6 / 533         | 40     | 1970 – 1971  | Minato   |
| Keio Plaza Hotel                          | 179,6 / 589         | 47     | 1971 – 1974  | Shinjuku |
| Shinjuku Sumitomo Building                | 210,3 / 690         | 52     | 1974 – 1974  | Shinjuku |
| Shinjuku Mitsui Building                  | 224,9 / 738         | 55     | 1974 – 1978  | Shinjuku |
| Sunshine 60                               | 239,7 / 786         | 60     | 1978 – 1991  | Toshima  |
| Tokyo Metropolitian Government Building 1 | 242,9 / 797         | 48     | 1991 – 2007  | Shinjuku |
| Tokyo Midtown                             | 248,1 / 814         | 54     | 2007 – 2014  | Minato   |
| Toranomon Hills                           | 255,5 / 838         | 52     | 2014 – Nadal | Minato   |